# Лемма Евклида
Все числа в данной статье подразумеваются целыми, если не оговорено иное.
Лемма Евклида — классический результат элементарной теории чисел. Она сформулирована как предложение 30 в книге VII «Начал» Евклида и является ключевой для доказательства основной теоремы арифметики. Современная формулировка:

Если произведение нескольких сомножителей делится на простое число {\displaystyle p}, то по крайней мере один из сомножителей делится на {\displaystyle p}.

Пример. 19 — простое число, и оно делит {\displaystyle 19019=133\cdot 143.} Следовательно, один из сомножителей делится на 19, а именно: {\displaystyle 133=19\cdot 7.}
Если {\displaystyle p} — не простое число, то теорема может не выполняться. Пример: {\displaystyle 4\cdot 15=60} делится на 20, однако ни один из сомножителей на 20 не делится.

## Доказательство
Пусть {\displaystyle x\cdot y} делится на {\displaystyle p}, но {\displaystyle x} не делится на {\displaystyle p}. Тогда {\displaystyle x} и {\displaystyle p} — взаимно простые, следовательно, найдутся целые числа {\displaystyle u} и {\displaystyle v} такие, что
{\displaystyle x\cdot u+p\cdot v=1} (соотношение Безу).
Умножая обе части на {\displaystyle y}, получаем
{\displaystyle (x\cdot y)\cdot u+p\cdot v\cdot y=y.}
Оба слагаемых в левой части делятся на {\displaystyle p}, значит, и правая часть делится на {\displaystyle p}, ч. т. д.

## Обобщения
Если произведение {\displaystyle bc} делится на {\displaystyle a} и {\displaystyle a,b} взаимно просты, то {\displaystyle c} делится на {\displaystyle a.}

Лемма Евклида имеет место не только в кольце целых чисел, но и в других факториальных кольцах, где роль простых чисел играют неприводимые элементы. В частности, она справедлива в евклидовых кольцах, например:
- Кольцо целых гауссовых чисел {\displaystyle \mathbb {Z} [i].}
- Кольцо многочленов от одной переменной {\displaystyle K[x]} над полем {\displaystyle K.}